# 馬建忠
馬 建忠（ば けんちゅう、Ma Jianzhong、1845年2月9日 - 1900年8月14日）、は、清末の思想家・外交官・言語学者。字は「眉叔」。江蘇省鎮江出身で馬建勛・馬相伯の弟。

## 生涯・人物
カトリック教徒の家庭に生まれた。次兄の馬建勛は曽国荃に抜擢されて李鴻章の幕僚となり、淮軍糧台を務めた。四兄の馬相伯は教育家で震旦大学や復旦大学の創設者である。
馬建忠は幼い頃から科挙を目指して四書五経を学んでいたが、咸豊3年（1853年）に太平天国軍が南京に入ると一家は上海に避難した。馬建忠と兄弟たちはイエズス会の設立した徐匯公学に入学し、フランス語やラテン語を学んだ。アロー戦争で西洋の学問を学ぶ必要性を痛感し、ラテン語・フランス語・英語・ギリシア語の勉強を継続した。
同治9年（1870年）、次兄の馬建勛の引き立てで李鴻章の幕僚となって、文化の知識と語学力を認められた。光緒4年（1878年）、郎中の資格で李鴻章によって国際法を学ぶためにフランスに派遣された。同時に駐仏公使郭嵩燾の通訳となっている。パリでは中国人として初めてバカロレアをとり、パリ政治学院で法学の学位を得た。
光緒6年（1880年）、天津に戻り李鴻章のもとで洋務運動を推進する。翌7年（1881年）にはアヘン専売と税収問題の解決のためイギリス領インド帝国に派遣された。光緒8年（1882年）には李鴻章により朝鮮に派遣され、朝鮮とイギリス・アメリカ・ドイツとの通商条約締結を推進した（米朝修好通商条約など）。壬午事変が発生すると興宣大院君の連行にかかわった。
光緒10年（1884年）、唐廷枢が管理する輪船商招局に入り、光緒16年（1890年）には対外貿易の発展と民間産業の振興を説いた「富民説」を著して李鴻章に提出した。程無くして李鴻章から上海機器職布局総裁に任命されるも経営難から辞職、故郷へ引退したが、光緒21年（1895年）に李鴻章に北京に呼ばれ、日清戦争の講和条約を結ぶために日本に赴く李鴻章を補佐した。光緒22年（1896年）、上海で『時務報』主筆の梁啓超を知り、『適可斎記言記行』を著した。
光緒26年（1898年）、中国語の文法書である『文通（馬氏文通）』を著し出版した。光緒28年（1900年）、再度李鴻章から呼び戻されたが、同年に死去した。

### 思想
馬建忠は釐金（通行税）の廃止、関税自主権の回復、貿易の拡大、民間産業の振興、議会制度の採用を主張した。また多くの人が外国の科学や文化の知識を吸収できるように、翻訳書院の開設を提言した。

## 家族・親族
- 兄：馬建勛・馬相伯

## 著書
- 『適可斎記言記行』
- 『文通』
- 『勘旅順記』

### 日本語文献
- 坂野正高『中国近代化と馬建忠』東京大学出版会、1985年。
- 岡本隆司『馬建忠の中国近代』京都大学学術出版会、2007年。